# Sharp
Sharp Corporation (シャープ株式会社 Shāpu Kabushiki-gaisha) е японска мултинационална корпорация, която проектира и произвежда електронни продукти. Главната централа на компанията се намира в Сакаи, префектура Осака. От 2016 г. неин мажоритарен собственик е разположената в Тайван Foxconn Group. В Sharp работят около 50 000 души по целия свят. Компанията е основана през септември 1912 г. в Токио и е взела името си от автоматичния молив Ever-Sharp („винаги остър“), едно от първите изобретения на основателя на фирмата Токуджи Хаякава, изобретен през 1915 г.

## Продукти
Основните технологии и продукти на Sharp включват: LCD панели, слънчеви панели, мобилни телефони, аудио-визуално развлекателно оборудване, прожекционни апарати, мултифункционални принтери, микровълнови фурни, климатици, пречистватели на въздуха, касови апарати, CMOS и CCD сензори и флаш памети.
Първият търговски мобифон с камера също е произведен от Sharp за японския пазар през ноември 2000 г. Последните продукти включват уеб камери, свръхлеки лаптопи, персонален дигитален асистент Zaurus, телефона Sidekick 3 и телевизора с плосък екран AQUOS.
Sharp произвежда потребителски електронни продукти, включително LCD телевизори, продавани под марката AQUOS, мобилни телефони, микровълнови фурни, системи „домашно кино“ и аудиосистеми, системи за пречистване на въздуха, факсове и калкулатори.
За бизнес пазара Sharp също произвежда LCD проектори и монитори, както и различни фотокопирни машини и лазерни принтери, в допълнение към електронните касови апарати и технологиите за точките (местата) на продажба.
За индустрията за частна сигурност Sharp произвежда автоматизирани безпилотни наземни превозни средства (Automated Unmanned Ground Vehicle, A-UGV), наречени INTELLOS, в които се използва платформа за навигационно наблюдение, също разработена от Sharp. Системата съчетава в себе си автоматизация, мобилност и различни възможности за мониторинг и откриване, за да разшири обхвата на традиционните сили за сигурност.
Дъщерната компания Sharp Solar е доставчик на силициеви слънчеви батерии, и предлага телевизор на слънчеви батерии. През първото тримесечие на 2010 г. компанията реализира най-високи приходи от производство на слънчеви фотоволтаични системи.
За пазара на корпоративни заседателни зали, Sharp беше първата компания, която представи Windows collaboration display Архив на оригинала от 2021-11-22 в Wayback Machine. на пазара, който представлява 70-инчов интерактивен дисплей с вградено унифицирано комуникационно оборудване и IoT сензорен център за измерване на условията на околната среда в стаята. Дисплеят е замислен да бъде безпроблемно съвместим с продуктите на Microsoft за продуктивност на Microsoft Office, както и да използва облачните услуги на Microsoft Azure с генерирани данни от сензорния център за IoT.